# 凱斯 (密西西比州)
凱斯（英語：Cayce）是位於美國密西西比州馬歇爾縣的非建制地區。

## 歷史
凱斯的郵局於1888年設立，其後於1907年停運。當地於1900年時有人口45人。

## 地理
凱斯所處的海拔為高於海平面128米（即420英呎），而該地所採用的時區為UTC-6，即北美中部時區（CST）。同時該地設有夏令時間，為UTC-6調快一小時，即UTC-5（CDT）。